# Nagroda Miast Partnerskich Torunia i Getyngi im Samuela Bogumiła Lindego
Nagroda Miast Partnerskich Torunia i Getyngi im Samuela Bogumiła Lindego – nagroda literacka przyznawana przez władze miejskie Torunia i Getyngi. Jest przyznawana twórcom, którzy w swoich dziełach łączą ludzi, społeczeństwa i narody poprzez ideały i wartości. Została ustanowiona w 1996 roku.

## Laureaci
| Rok  | Laureaci nagrody                            |
| ---- | ------------------------------------------- |
| 1996 | Wisława Szymborska i Günter Grass           |
| 1997 | Zbigniew Herbert i Karl Dedecius            |
| 1998 | Tadeusz Różewicz i Siegfried Lenz           |
| 1999 | Ryszard Kapuściński i Christa Wolf          |
| 2000 | Hanna Krall i Marcel Reich-Ranicki          |
| 2001 | Jan Józef Szczepański i Henryk Bereska      |
| 2002 | Andrzej Stasiuk i Friedrich Delius          |
| 2003 | Włodzimierz Kowalewski i Barbara Köhler     |
| 2004 | prof. Hubert Orłowski i prof. Klaus Zernack |
| 2005 | Paweł Huelle i Hans Joachim Schädlich       |
| 2006 | Sławomir Mrożek i Tankred Dorst             |
| 2007 | Ewa Lipska i Sarah Kirsch                   |
| 2008 | Olga Tokarczuk i Ingo Schulze               |
| 2009 | Adam Zagajewski i Durs Grünbein             |
| 2010 | Adam Krzemiński i Karl Schlögel             |
| 2011 | Wiesław Myśliwski i Herta Müller            |
| 2012 | Andrzej Bart i Stephan Wackwitz             |
| 2013 | Eustachy Rylski i Brigitte Kronauer         |
| 2014 | Janusz Rudnicki i Wilhelm Genazino          |
| 2015 | Stefan Chwin i Marie Luise Kaschnitz        |
| 2016 | Kazimierz Brakoniecki i Jan Wagner          |
| 2017 | Magdalena Tulli i Juli Zeh                  |
| 2018 | Małgorzata Szejnert i Navid Kermani         |
| 2019 | Szczepan Twardoch i Christoph Hein          |
| 2020 | Dorota Masłowska i Dea Loher                |
| 2022 | Joanna Bator i Terézia Mora                 |
| 2023 | Tomasz Różycki i Marcel Beyer               |